# Калачівка (Олександрійський район)
Кала́чівка (з 19 ст. і до 7 березня 1946 року — Туркестанівка) — село в Україні, в Онуфріївській селищній громаді Олександрійського району Кіровоградської області. Населення становить 50 осіб.

## Історія
Село Калачівка (Туркестанівка) засноване у 1780-х рр. секунд-майором Федором Івановичем Калачевським. Назва Туркестанівка походить від поміщиків села князів Туркестанових (Туркестанішвілі), що були власниками села у XIX ст..

## Населення
Згідно з переписом УРСР 1989 року чисельність наявного населення села становила 118 осіб, з яких 48 чоловіків та 70 жінок.
За переписом населення України 2001 року в селі мешкали 53 особи.

### Мова
Розподіл населення за рідною мовою за даними перепису 2001 року:
| Мова       | Кількість | Відсоток |
| ---------- | --------- | -------- |
| українська | 45        | 90%      |
| російська  | 5         | 10%      |
| Усього     | 50        | 100%     |

## Відомі люди
Уродженцем села є Герой Радянського Союзу І. Т. Овчаренко (1909–1943).